# ریچارد شاتسکی
ریچارد شاتسکی (آلمانی: Richard Schatzki؛ ‏ ۲۲ فوریهٔ ۱۹۰۲ – ۱۹ ژانویهٔ ۱۹۹۲) پزشک متخصص رادیولوژی و استاد دانشگاه آلمانی-آمریکایی بود. شاتسکی که یهودی بود با قدرت گرفتن حزب نازی در آلمان، وادار به ترک آلمان شد و با همسر و فرزندش به ایالات متحده آمریکا مهاجرت کرد و بعدها سایر اعضای خانوادهٔ شاتسکی هم به او پیوستند. او رشتهٔ رادیولوژی را در برلین نزد «هانس هاینریش برگ» (۱۸۸۹–۱۹۶۸) که پزشک پیشگام رادیولوژی تشخیصی در آلمان در آن دوران بود، آموخته بود و پس از مهاجرت به ایالات متحده، تا سال ۱۹۴۳ به عنوان رادیولوژیست در بیمارستان عمومی ماساچوست در بوستون کار کرد. او متعاقباً به عنوان رئیس دپارتمان رادیولوژی در بیمارستان ماونت آبرن در کمبریج، ماساچوست مشغول به کار شد و در آنجا یک دورهٔ آموزشی دستیاری رادیولوژی تشخیصی را بنیان نهاد و تا حد زیادی مسئول تغییر این بیمارستان از یک «بیمارستان سادهٔ معمولی به یکی از بیمارستان‌های آموزشی مهم مرتبط با دانشکده پزشکی هاروارد بود.»
وی  نخستین بار در دهه ۱۹۵۰، نوعی تنگیِ بیمارگونه را در قسمت تحتانی مری تشریح کرد که اکنون به عنوان حلقه شاتسکی شناخته می‌شود.